# Remona Fransen
Remona Fransen (Dordrecht, 25 novembre 1985) è una multiplista olandese.

## Palmarès
| Anno | Manifestazione | Sede     | Evento     | Risultato | Prestazione | Note                                     |
| ---- | -------------- | -------- | ---------- | --------- | ----------- | ---------------------------------------- |
| 2011 | Europei indoor | Parigi   | Pentathlon | Bronzo    | 4665 p.     |                                          |
| 2011 | Mondiali       | Taegu    | Eptathlon  | 17ª       | 6027 p.     |                                          |
| 2012 | Europei        | Helsinki | Eptathlon  | 12ª       | 5964 p.     |                                          |
| 2013 | Europei indoor | Göteborg | Pentathlon | 4ª        | 4571 p.     | Miglior prestazione personale stagionale |